# Linea Fukuhoku Yutaka
La linea Fukuhoku-Yutaka (福北ゆたか線?, Fukuhoku-Yutaka sen) è un servizio ferroviario che serve la zona di Fukuoka-Kitakyushu in Giappone utilizzando diverse linee ferroviarie per circa 66 km di estensione. Unisce le stazioni di Kurosaki e Hakata.
Le sezioni utilizzate dalla linea Fukuhoku-Yutaka sono:
- Parte della linea principale Kagoshima fra Kurosaki e Orio: 5,2 km
- Parte della linea principale Chikuhō fra Orio e Keisen: 34,5 km
- Tutta la linea Sasaguri fra Keisen e Yoshizuka: 25,1 km
- Parte della linea principale Kagoshima fra Yoshizuka e Hakata: 1,8 km

## Servizi ferroviari
La linea ferroviaria offre un collegamento in parte alternativo ai treni della linea principale Kagoshima dell'area metropolitana Fukuoka-Kitakyushu. A causa del gran numero di tratti a binario singolo, tuttavia, il numero dei treni non è elevato come molte altre linee pendolari JR in Giappone. Sono disponibili anche servizi rapidi con 1-2 treni all'ora in base alla fascia oraria.

## Stazioni
- Le aree urbane delle città di Kitakyushu e Fukuoka sono rispettivamente segnalate dai simboki:  e
- Fermate
  - I treni Locali (普通?, Futsū) fermano in tutte le stazioni
  - I treni Rapidi (快速?, Kaisoku) (R) fermano nelle stazioni indicate da "●" e passano presso quelle indicate da "｜".
    - I treni che proseguono fino a Kokura o Mojikō fermano a tutte le stazioni all'interno della linea principale Kagoshima
    - I treni rapidi che effettuano servizio rapido solo sulla linea principale Kagoshima non fermano a Jinnoharu

  - Per l'espresso limitato Kaiō si rimanda all'articolo dedicato
- Binari: ∥: doppio binario; ◇ e ｜: binario singolo (in presenza di "◇" i treni possono incrociarsi): ∧: da qui doppio binario; ∨: da qui binariosingolo
- Tutte le stazioni si trovano all'interno della prefettura di Fukuoka

| Linea                    | Stazione         | Giapponese   | Distanza interst. | Distanza totale | Distanza totale      | R | Collegamenti                                        | Binari | Posizione                 |
| Linea                    | Stazione         | Giapponese   | Distanza interst. | Da Orio         | Da orig.             | R | Collegamenti                                        | Binari | Posizione                 |
| ------------------------ | ---------------- | ------------ | ----------------- | --------------- | -------------------- | --- | --------------------------------------------------- | ------ | ------------------------- |
| Linea princip. Kagoshima | Kurosaki         | 黒崎         | -                 | 5.2             | Da Mojikō 24.9       | ● | Linea principale Kagoshima1 Ferrovia Chikuhō        | ∨      | Yawatanishi-ku Kitakyūshū |
| Linea princip. Kagoshima | Jinnoharu        | 陣原         | 2.2               | 3.0             | 27.1                 | ● |                                                     | ◇      | Yawatanishi-ku Kitakyūshū |
| Linea princip. Kagoshima | Orio             | 折尾         | 3.0               | 0.0             | 30.1                 | ● | Linea principale Kagoshima Linea principale Chikuhō | ∧      | Yawatanishi-ku Kitakyūshū |
| Linea principale Chikuhō | Orio             | 折尾         | 3.0               | 0.0             | Da Wakamatsu 10.8    | ● | Linea principale Kagoshima Linea principale Chikuhō | ∧      | Yawatanishi-ku Kitakyūshū |
| Linea principale Chikuhō | Higashi-Mizumaki | 東水巻       | 2.7               | 2.7             | 13.5                 | ● |                                                     | ∥      | Mizumaki Onga             |
| Linea principale Chikuhō | Nakama           | 中間         | 1.4               | 4.1             | 14.9                 | ● |                                                     | ∥      | Nakama                    |
| Linea principale Chikuhō | Chikuzen-Habu    | 筑前垣生     | 1.5               | 5.6             | 16.4                 | ● |                                                     | ∥      | Nakama                    |
| Linea principale Chikuhō | Kurate           | 鞍手         | 2.3               | 7.9             | 19.2                 | ● |                                                     | ∥      | Kurate                    |
| Linea principale Chikuhō | Chikuzen-Ueki    | 筑前植木     | 2.5               | 10.4            | 21.1                 | ● |                                                     | ∥      | Nōgata                    |
| Linea principale Chikuhō | Shinnyū          | 新入         | 1.6               | 12.0            | 22.7                 | ● |                                                     | ∥      | Nōgata                    |
| Linea principale Chikuhō | Nōgata           | 直方         | 2.0               | 14.0            | 24.8                 | ● | Linea Heisei Ida                                    | ∥      | Nōgata                    |
| Linea principale Chikuhō | Katsuno          | 勝野         | 2.7               | 16.7            | 27.5                 | ｜                                                                                                   |                                                     | ∥      | Kotake Kurate             |
| Linea principale Chikuhō | Kotake           | 小竹         | 3.8               | 20.5            | 31.3                 | ● |                                                     | ∥      | Kotake Kurate             |
| Linea principale Chikuhō | Namazuta         | 鯰田         | 3.4               | 23.9            | 34.7                 | ● |                                                     | ∥      | Iizuka                    |
| Linea principale Chikuhō | Kamata           | 浦田         | 1.5               | 25.4            | 36.2                 | ● |                                                     | ∥      | Iizuka                    |
| Linea principale Chikuhō | Shin-Iizuka      | 新飯塚       | 1.4               | 26.8            | 37.6                 | ● | Linea Gotōji                                        | ∥      | Iizuka                    |
| Linea principale Chikuhō | Iizuka           | 飯塚         | 1.8               | 28.6            | 39.4                 | ● |                                                     | ∨      | Iizuka                    |
| Linea principale Chikuhō | Tentō            | 天道         | 2.9               | 31.5            | 42.3                 | ● |                                                     | ◇      | Iizuka                    |
| Linea principale Chikuhō | Keisen           | 桂川         | 3.0               | 34.5            | 45.3                 | ● | Linea principale Chikuhō                            | ◇      | Keisen Kaho               |
| Linea Sasaguri           | Keisen           | 桂川         | 3.0               | 34.5            | Da Katsu- ragawa 0.0 | ● | Linea principale Chikuhō                            | ◇      | Keisen Kaho               |
| Linea Sasaguri           | Chikuzen-Ōita    | 筑前大分     | 3.2               | 37.7            | 3.2                  | ● |                                                     | ◇      | Iizuka                    |
| Linea Sasaguri           | Kurōbaru         | 九郎原       | 2.0               | 39.7            | 5.2                  | ｜                                                                                                   |                                                     | ◇      | Iizuka                    |
| Linea Sasaguri           | Kido-Nanzōinmae  | 城戸南蔵院前 | 5.0               | 44.7            | 10.2                 | ● |                                                     | ◇      | Sasaguri Kasuya           |
| Linea Sasaguri           | Chikuzen-Yamate  | 筑前山手     | 1.5               | 46.2            | 11.7                 | ｜                                                                                                   |                                                     | ｜     | Sasaguri Kasuya           |
| Linea Sasaguri           | Sasaguri         | 篠栗         | 3.1               | 49.3            | 14.8                 | ● |                                                     | ◇      | Sasaguri Kasuya           |
| Linea Sasaguri           | Kadomatsu        | 門松         | 2.6               | 51.9            | 17.4                 | ｜                                                                                                   |                                                     | ◇      | Kasuya                    |
| Linea Sasaguri           | Chōjabaru        | 長者原       | 2.0               | 53.9            | 19.4                 | ● | Linea Kashii                                        | ◇      | Kasuya                    |
| Linea Sasaguri           | Harumachi        | 原町         | 0.7               | 54.6            | 20.1                 | ｜                                                                                                   |                                                     | ◇      | Kasuya                    |
| Linea Sasaguri           | Yusu             | 柚須         | 2.5               | 57.1            | 22.6                 | ｜                                                                                                   |                                                     | ◇      | Kasuya                    |
| Linea Sasaguri           | Yoshizuka        | 吉塚         | 2.5               | 59.6            | 25.1                 | ● | Linea principale Kagoshima                          | ◇      | Hakata-ku Fukuoka         |
| ※                        | Yoshizuka        | 吉塚         | 2.5               | 59.6            | 25.1                 | ● | Linea principale Kagoshima                          | ◇      | Hakata-ku Fukuoka         |
| Hakata                   | 博多             | 1.8          | 61.4              | 26.9            | ●                    | ■ Linea principale Kagoshima ■ Kyūshū Shinkansen ■ Sanyō Shinkansen ■ Linea Hakata-Minami Linea Kūkō | ∧                                                   |        | Hakata-ku Fukuoka         |

- 1: Alcuni treni diretti fino a Kokura e Mojikō
- ※：Fra Yoshizuka e Hakata la linea è la principale Kagoshima